# Compianto sul Cristo morto (Romanino)
Il Compianto sul Cristo morto era un dipinto del Romanino, anticamente usato come pala dell'altare del Santissimo Sacramento nella chiesa dei Santi Faustino e Giovita a Brescia.
Requisito nel 1797 dal nuovo governo napoleonico cittadino, finirà al Kaiser Friedrich Museum di Berlino nel 1841, dove venne distrutto nell'incendio della Flakturm Friedrichshain del 1945. Lodato e ammirato dagli storici e dalle guide dell'epoca, è noto oggi solo tramite fotografie in bianco e nero e grazie ad una accurata descrizione dei colori stilata nel 1909.

## Storia
Non è nota la data di realizzazione del dipinto ma, data la sua bellezza più volte elogiata dalla critica secolare, si può ipotizzare che risalisse al suo periodo di fervida attività in campo bresciano, quindi dal 1520 al 1530 circa. La pala rimane al suo posto, sull'altare del Santissimo Sacramento nella chiesa dei Santi Faustino e Giovita a Brescia, dalla collocazione fino al 1797, quando il monastero cui faceva capo la chiesa viene soppresso dal nuovo governo cittadino di stampo giacobino. La pala non viene spostata nemmeno durante i lavori di ricostruzione della chiesa, avvenuti nella prima metà del Seicento, poiché Bernardino Faino la vede e registra al suo posto nel 1630.
Rimosso il dipinto dall'altare, viene provvisoriamente immagazzinato in una sala della Biblioteca Queriniana assieme ad altri pezzi e, in seguito, compare nell'elenco, redatto nel 1800, delle opere d'arte requisite da vendere a privati. Nel 1807 la tela è nominata all'interno della collezione d'arte del conte Paolo Brognoli: vi rimane fino al 1841, quando viene venduta al Kaiser Friedrich Museum di Berlino. L'opera viene infine distrutta da eventi bellici il 5 maggio 1945.

## Descrizione
Il dipinto è oggi noto solamente per fotografie in bianco e nero, ma risulta molto utile la dettagliata descrizione che ne fece Hans Posse nel 1909, quando il dipinto è già a Berlino: secondo il critico, il lenzuolo era bianco-bruno, il Cristo dai capelli rosso bruni aveva il corpo dipinto in un colore giallo-ocra-bruno e il manto della Madonna era blu scuro. San Giovanni indossava una veste rossa con un mantello blu scuro, Maria Salome, a fianco di San Giovanni, una veste verde scura coperta da un manto rosso. La Maddalena ai piedi del Cristo aveva i capelli castano-scuri con un vestito verde oliva a maniche rosse, la Maria di Cleofe in piedi indossava un mantello giallo-bruno. Giuseppe d'Arimatea, alle spalle di San Giovanni, era vestito con un manto giallo-oro a strisce azzurre sopra una veste rosse-bruna, il donatore sulla destra era vestito di nero. Infine, la sottoveste della Maddalena, i veli delle Marie e il turbante di Nicodemo erano bianchi, mentre il cielo era blu scuro.
Il dipinto è stato visto e ammirato da diversi storici dell'opera: Giulio Antonio Averoldi lo descrive dettagliatamente e ne indica la collocazione nel 1700, Bernardino Faino, come già detto, lo vede nel 1630 e annota: "la pala è un Cristo morto con la Madonna et altre marie et figure del Romanino Cosa nobilissima". Ugualmente, anche Carlo Ridolfi, nel 1648, lo dice come una delle opere migliori dell'autore.